# Nunatak Pjatimetrovyj
Nunatak Pjatimetrovyj är en nunatak i Antarktis. Den ligger i Östantarktis. Argentina och Storbritannien gör anspråk på området. Toppen på Nunatak Pjatimetrovyj är 1 367 meter över havet.
Terrängen runt Nunatak Pjatimetrovyj är lite kuperad. Trakten är obefolkad. Det finns inga samhällen i närheten.